# Cascalheira (Três Lagoas)

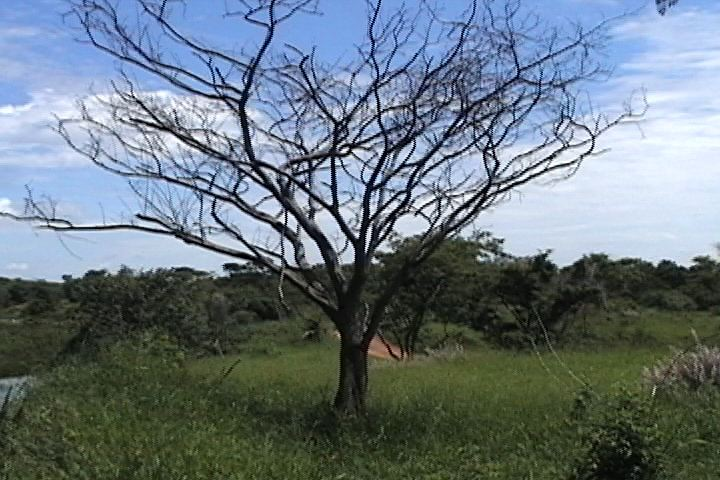
Árvore na Cascalheira, em 2004.

Localizada na intersecção dos rios Sucuriú e Paraná, na cidade de Três Lagoas, a Cascalheira foi uma área utilizada para a remoção de cascalho durante a construção da Usina do Jupiá, na década de 1960. Também foi ali que foi escavado um canal para o desvio das águas do Rio Sucuriú durante a construção da mesma usina.
Devido à proximidade da superfície dos lençóis freáticos da região, os buracos escavados logo se encheram de água, formando lagoas.
Após o término da construção da usina hidrelétrica, o local se tornou uma área de segurança, sob os cuidados do Exército. Também foi utilizado para treinamentos militares.
Neste período, a vegetação da área se recuperou e o Cerrado voltou a crescer.
Desta forma, hoje localiza-se na Cascalheira o Parque das Capivaras. O local é um ponto turístico de Três Lagoas, e, a partir do ano de 2004, não mais uma área de segurança.

## Galeria de imagens

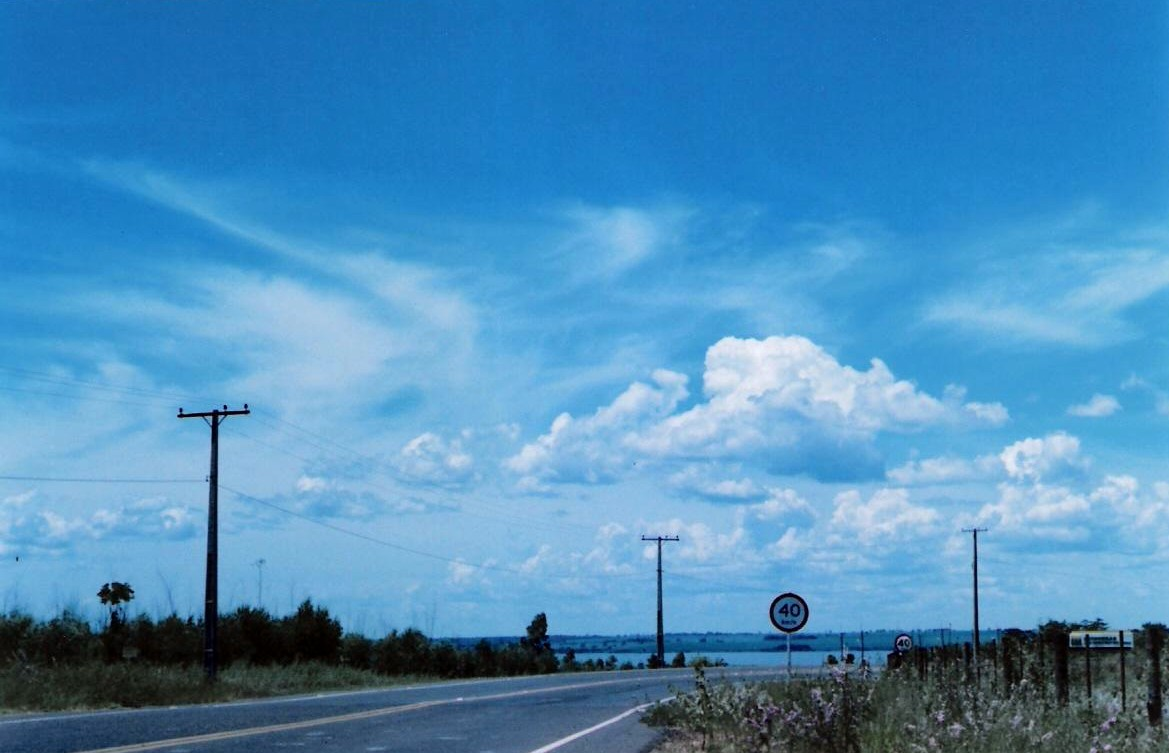
Estrada para a Cascalheira
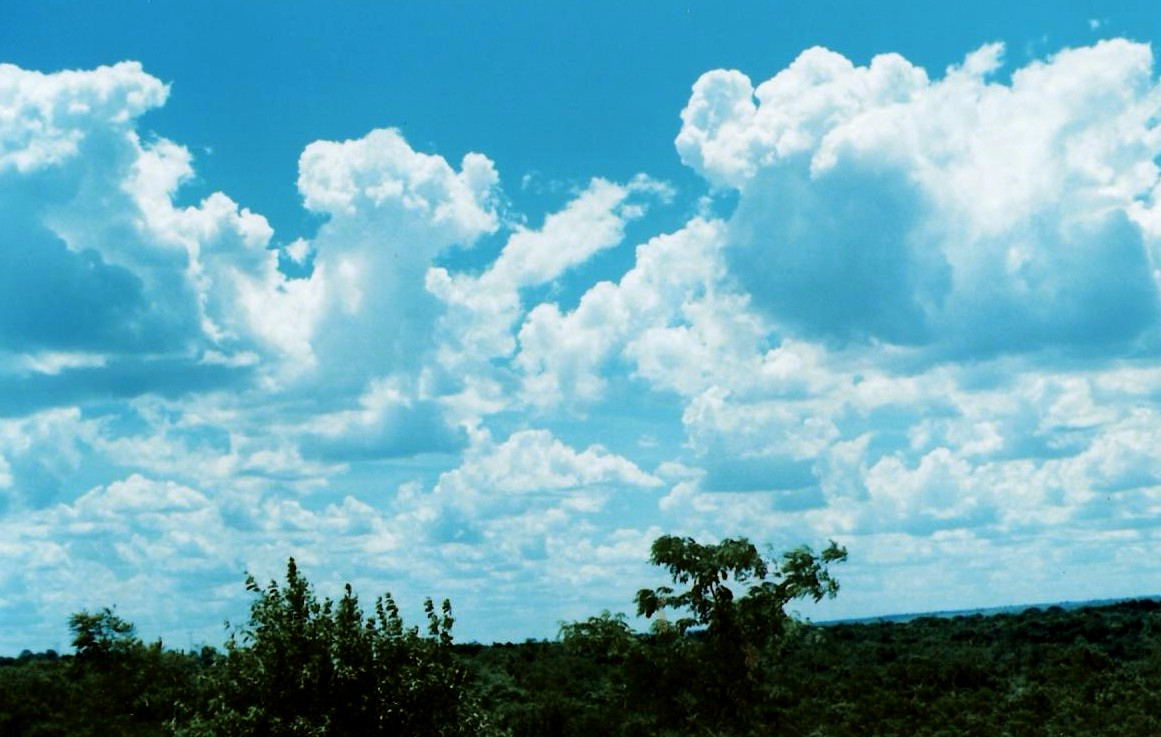
Vegetação natural na Cascalheira
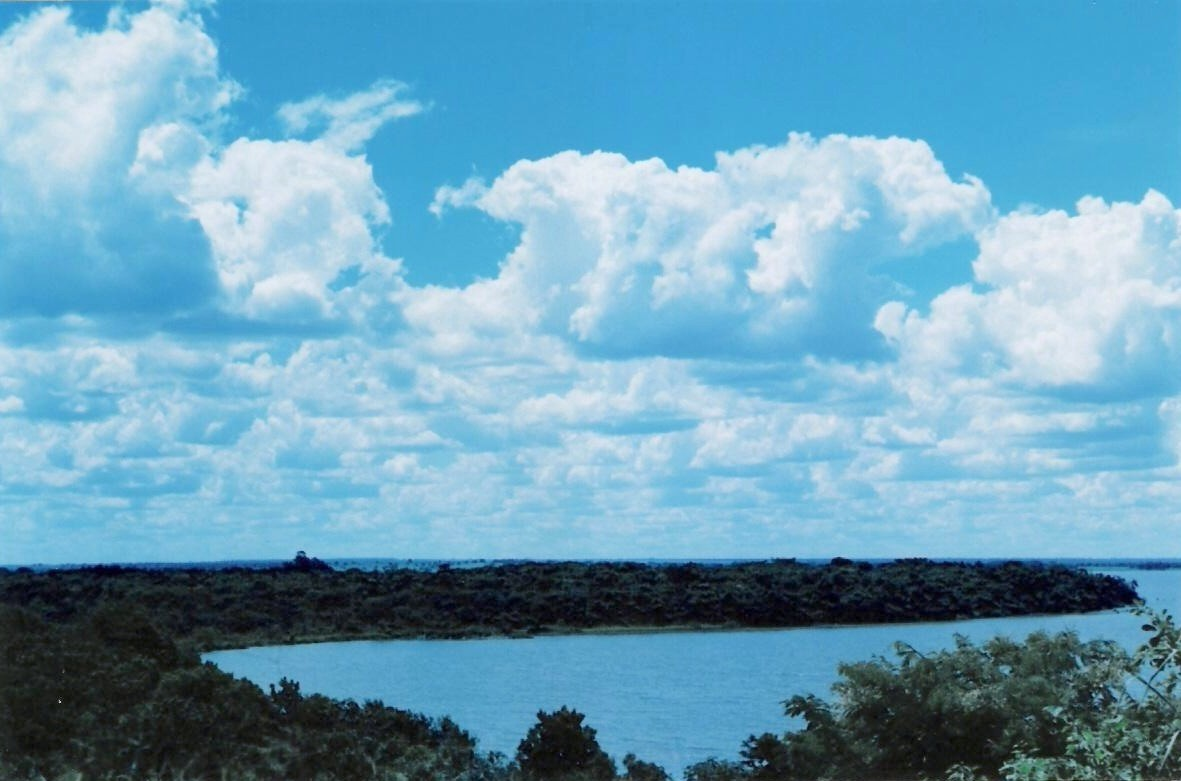
Mata Atlântica na Cascalheira
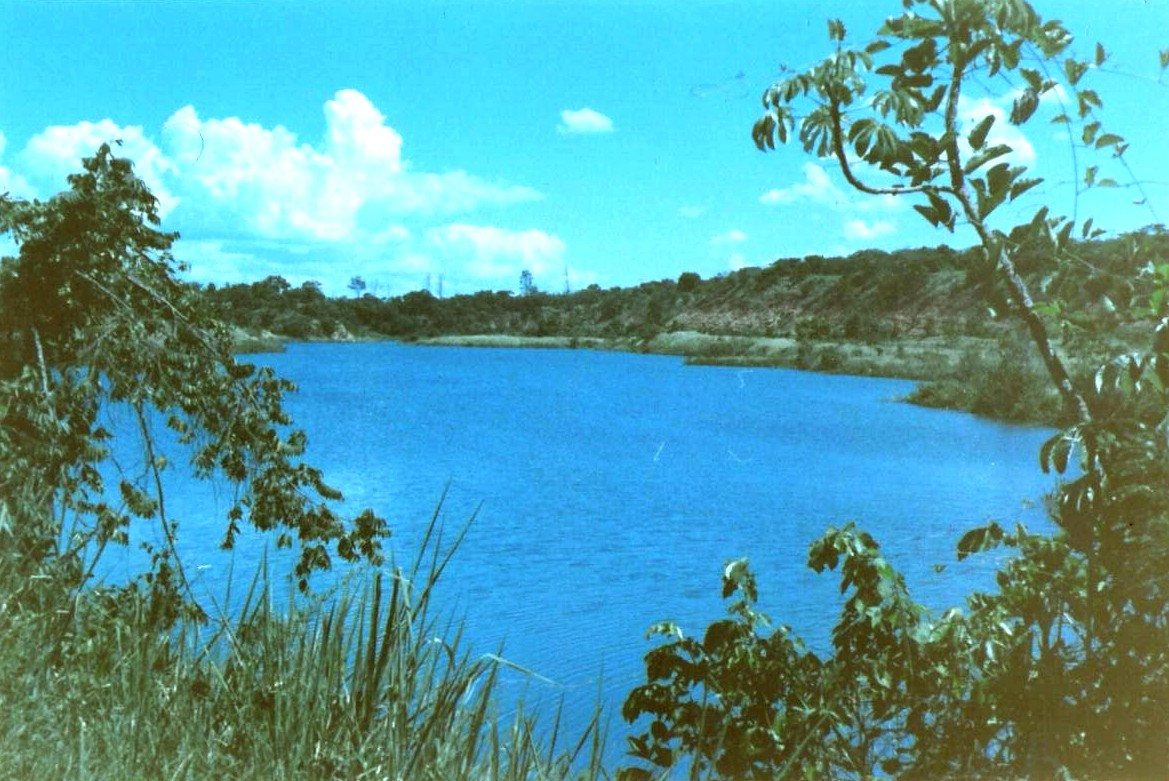
A Cascalheira
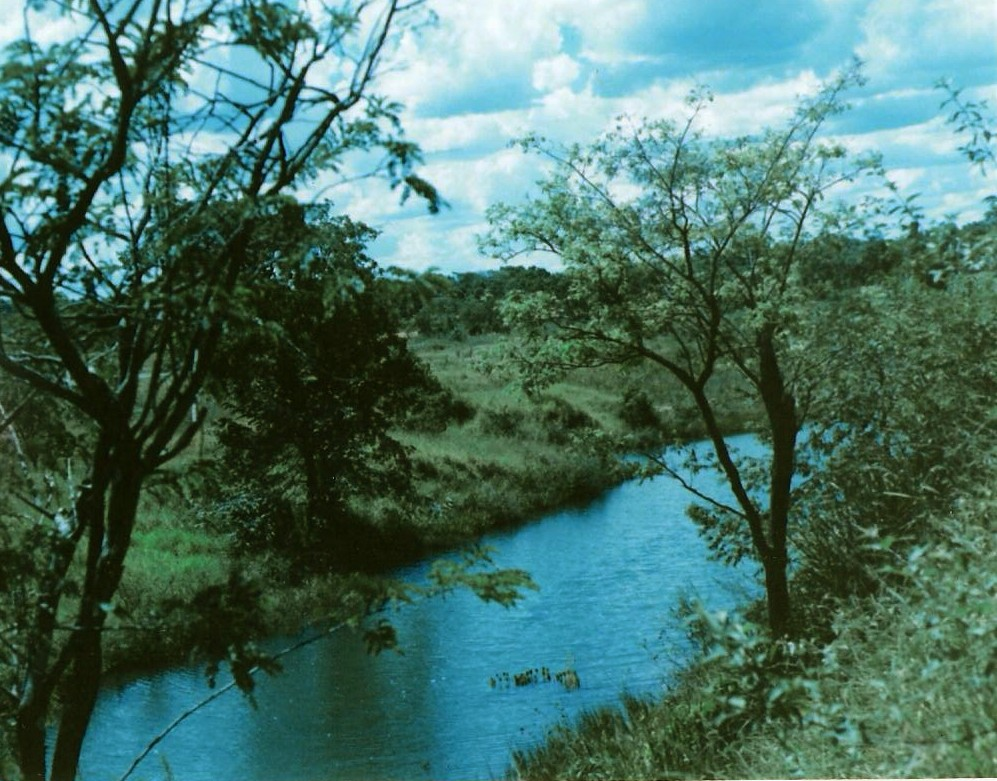
A Cascalheira
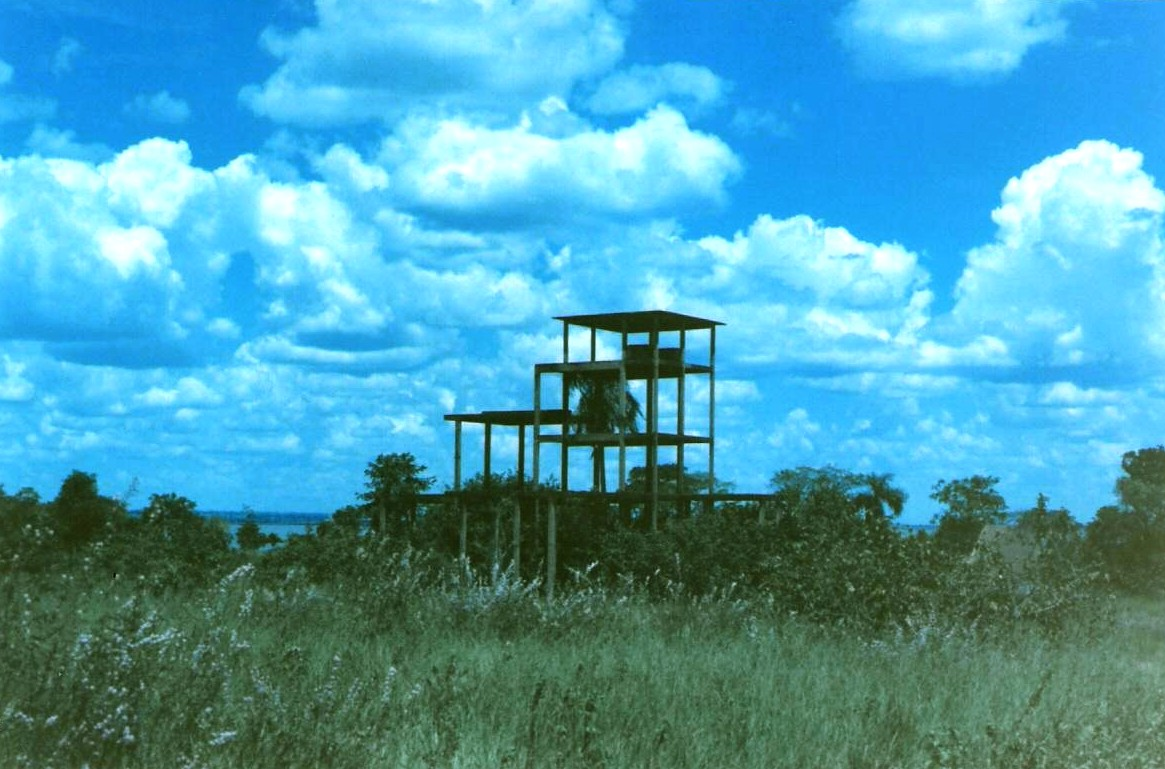
A Cascalheira
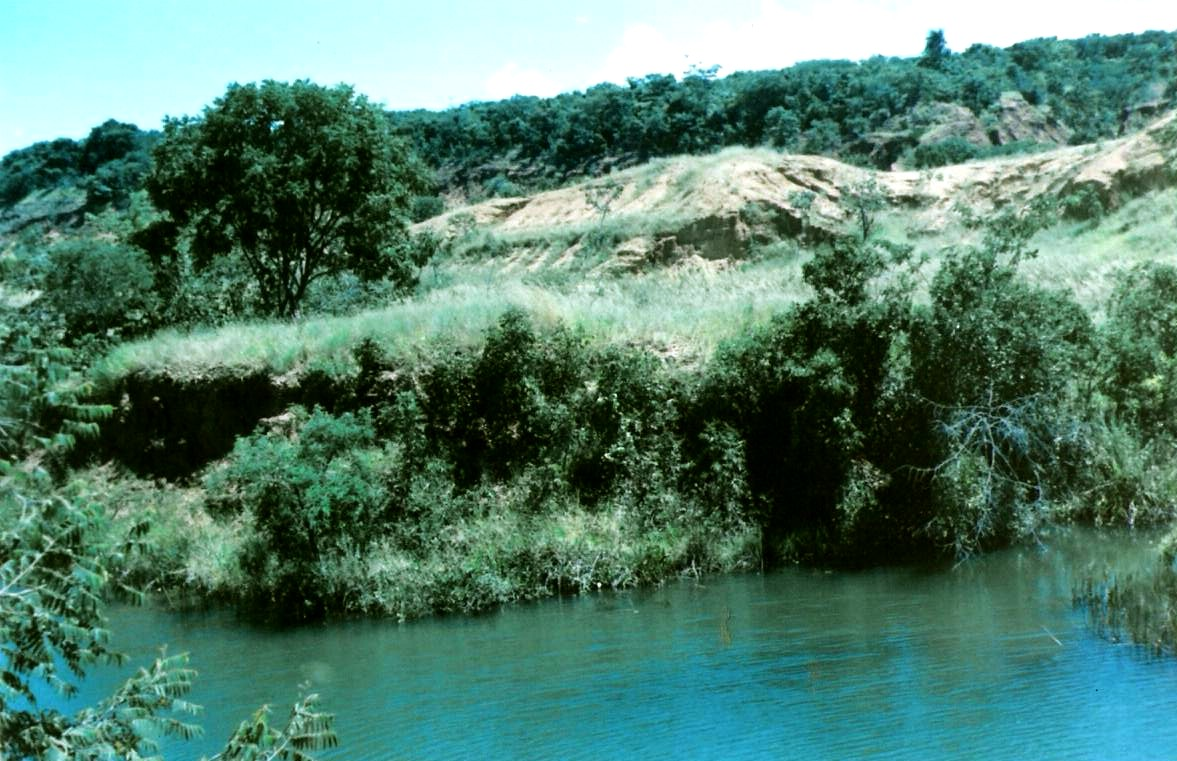
A Cascalheira
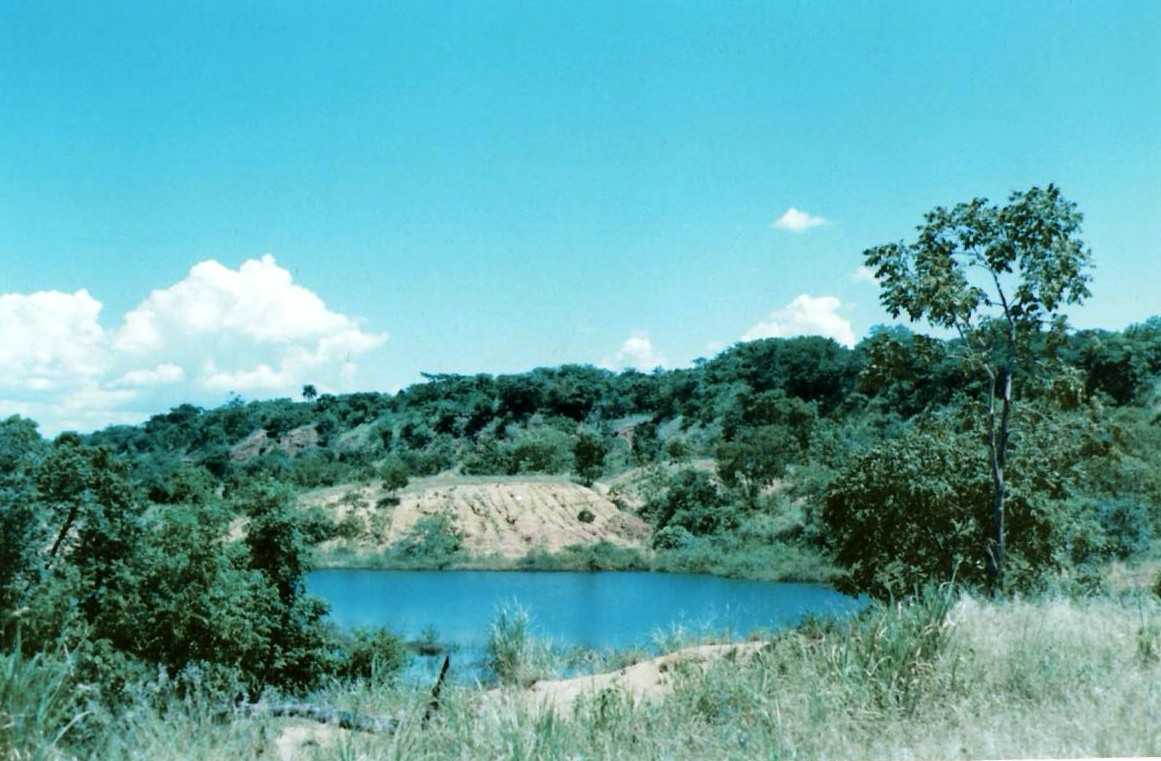
A Cascalheira
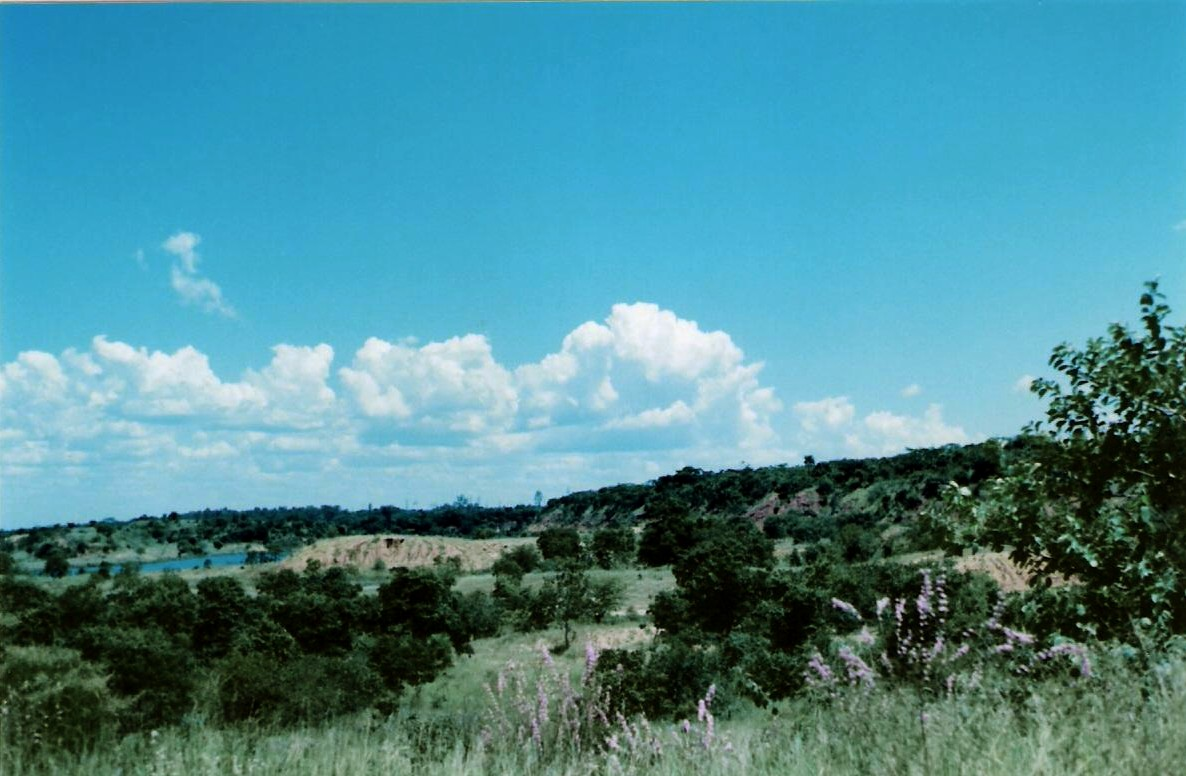
A Cascalheira
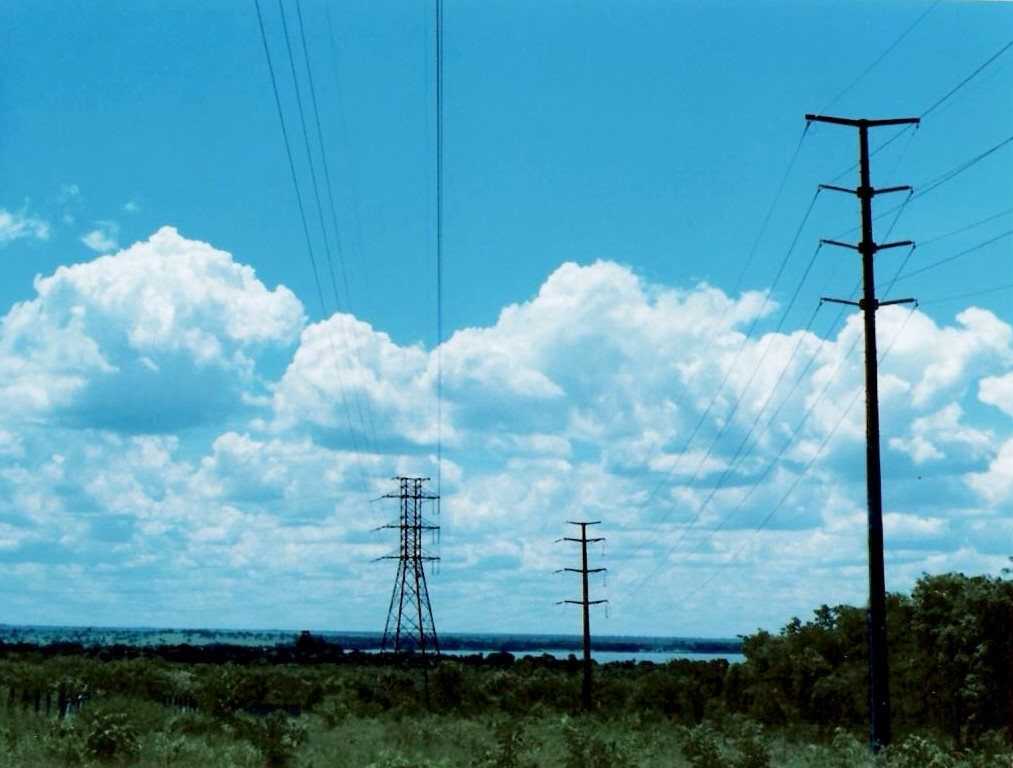
Área de Mata Atlântica devastada nas proximidades da Cascalheira
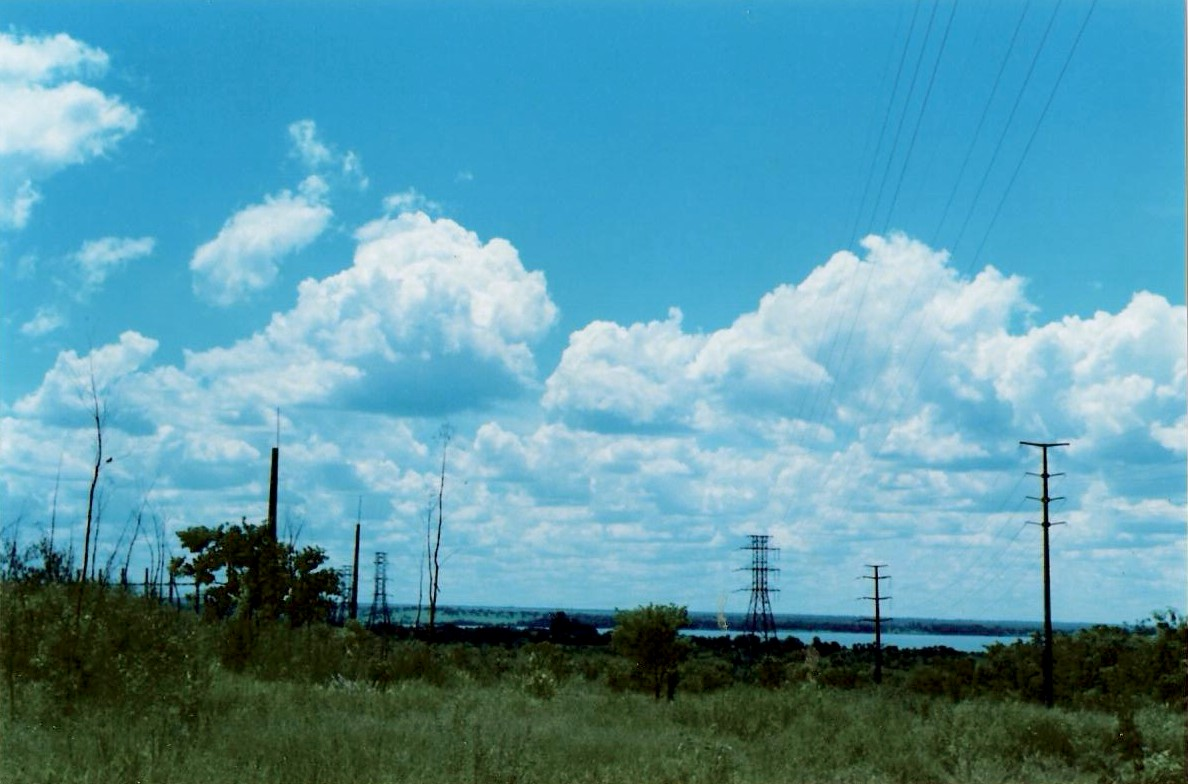
As proximidades da Cascalheira
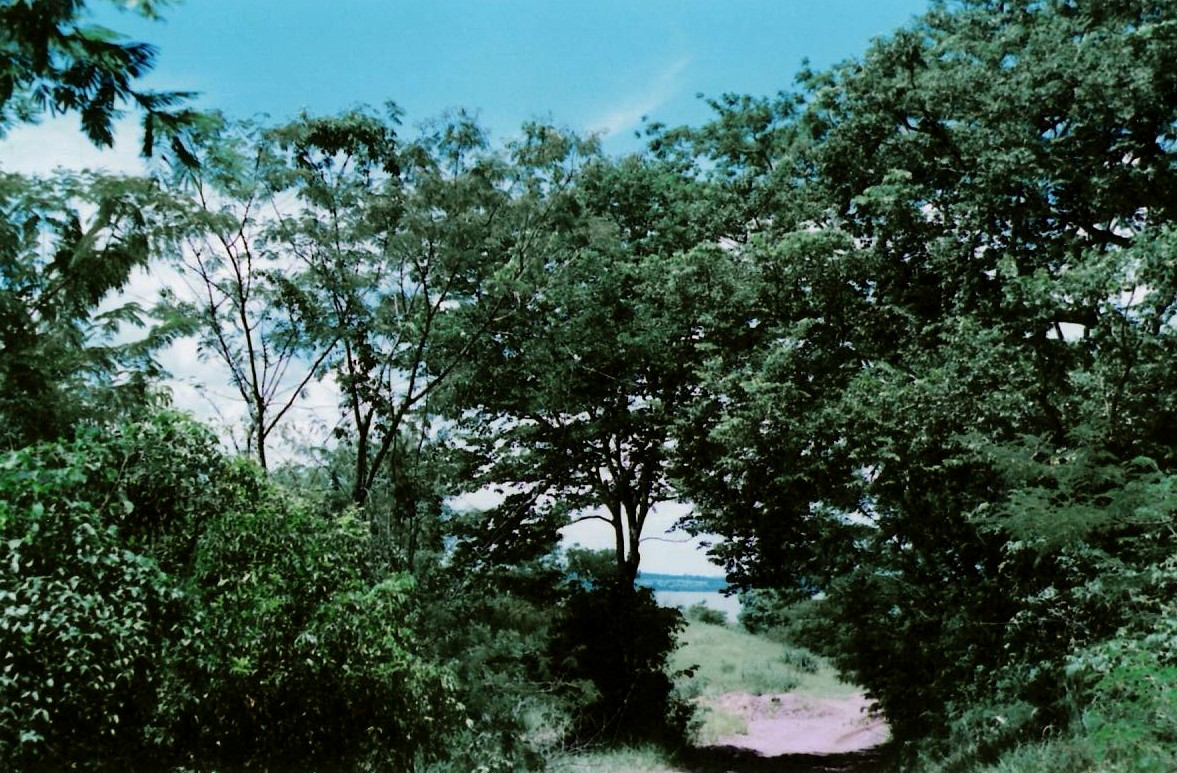
A Cascalheira é uma área onde a Mata Altântica começa a ceder lugar ao Cerrado.
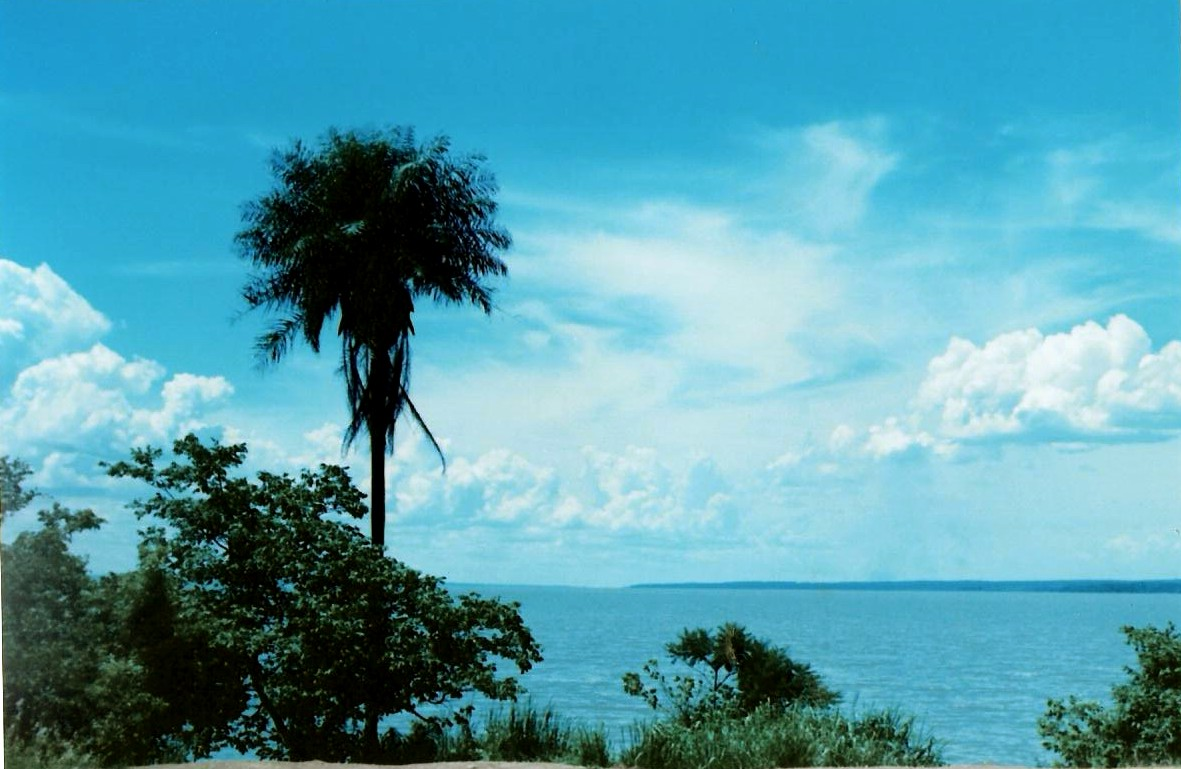
O rio Paraná visto da Cascalheira
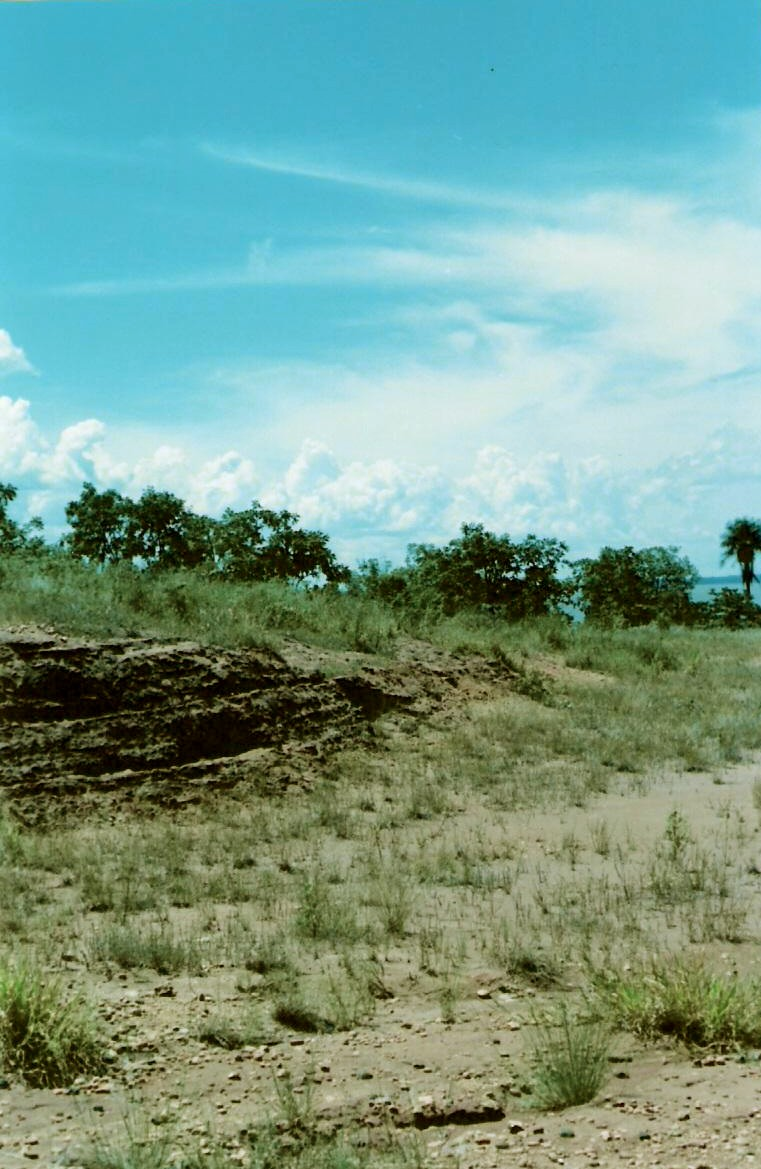
A Cascalheira
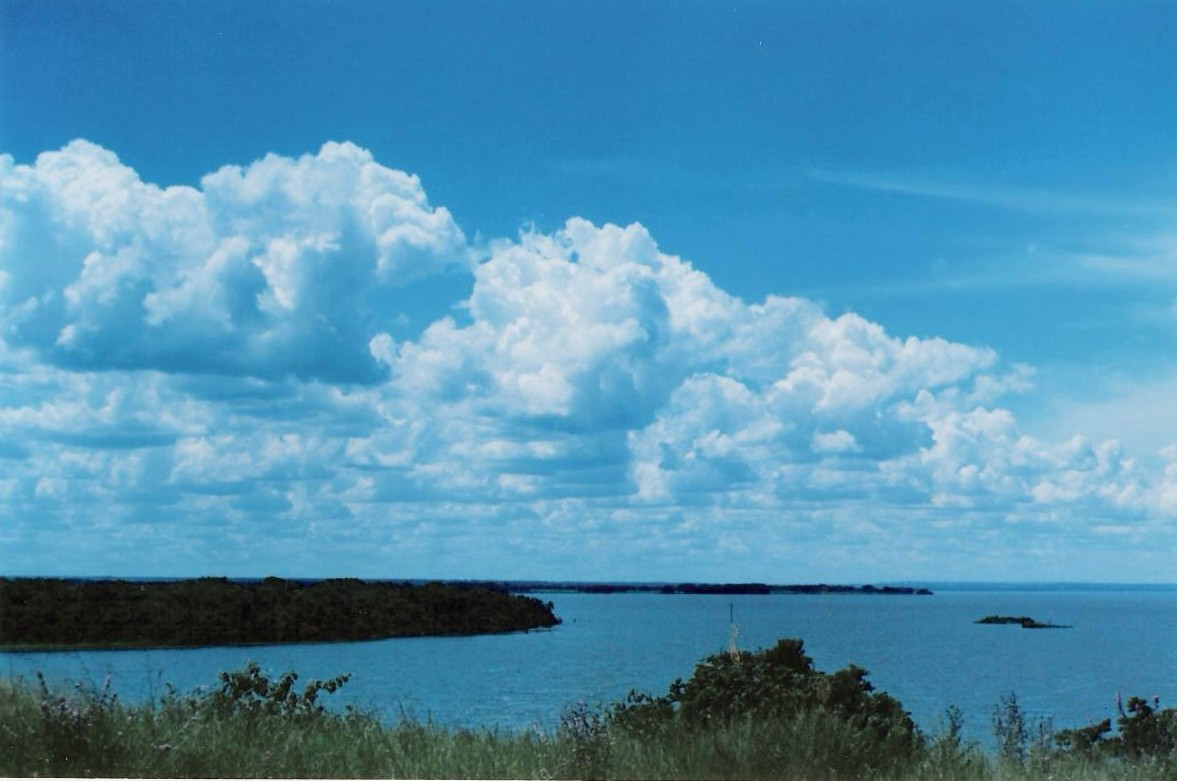
Resquícios de Mata Atlântica no encontro dos rios Sucuriú e Paraná na Cascalheira
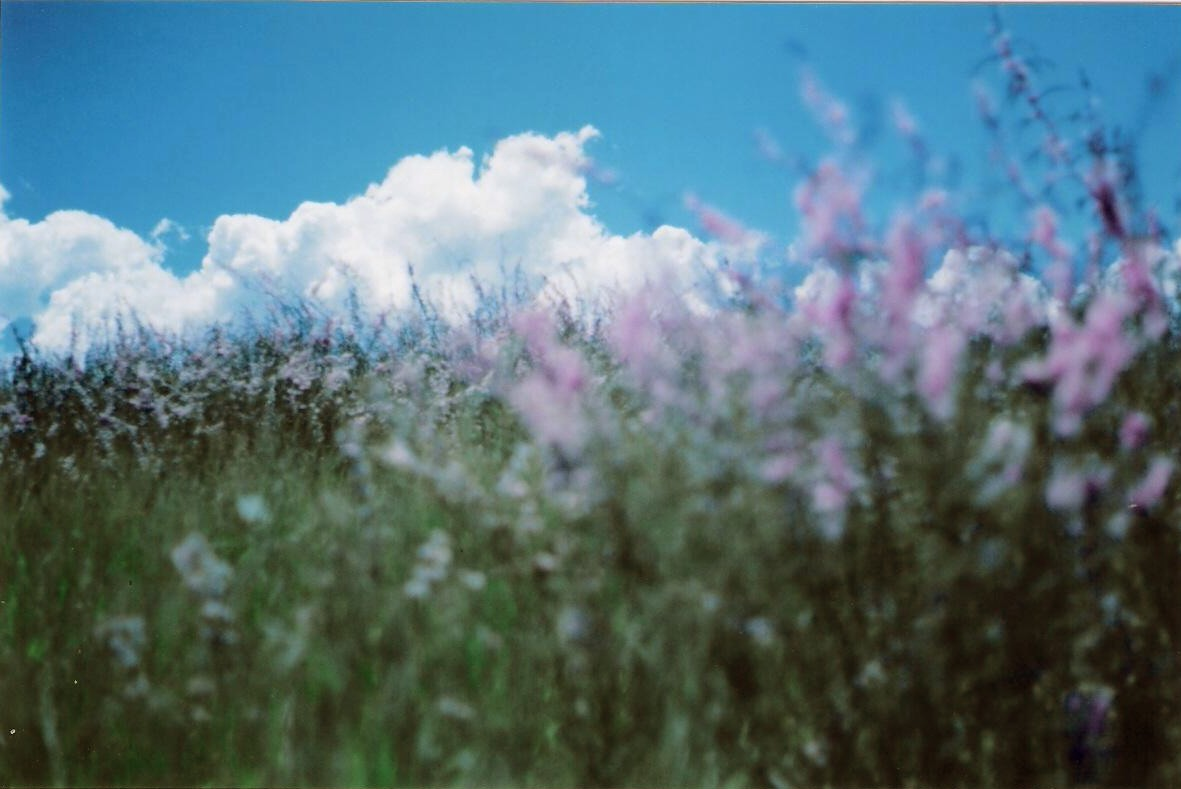
Gramíneas da Cascalheira
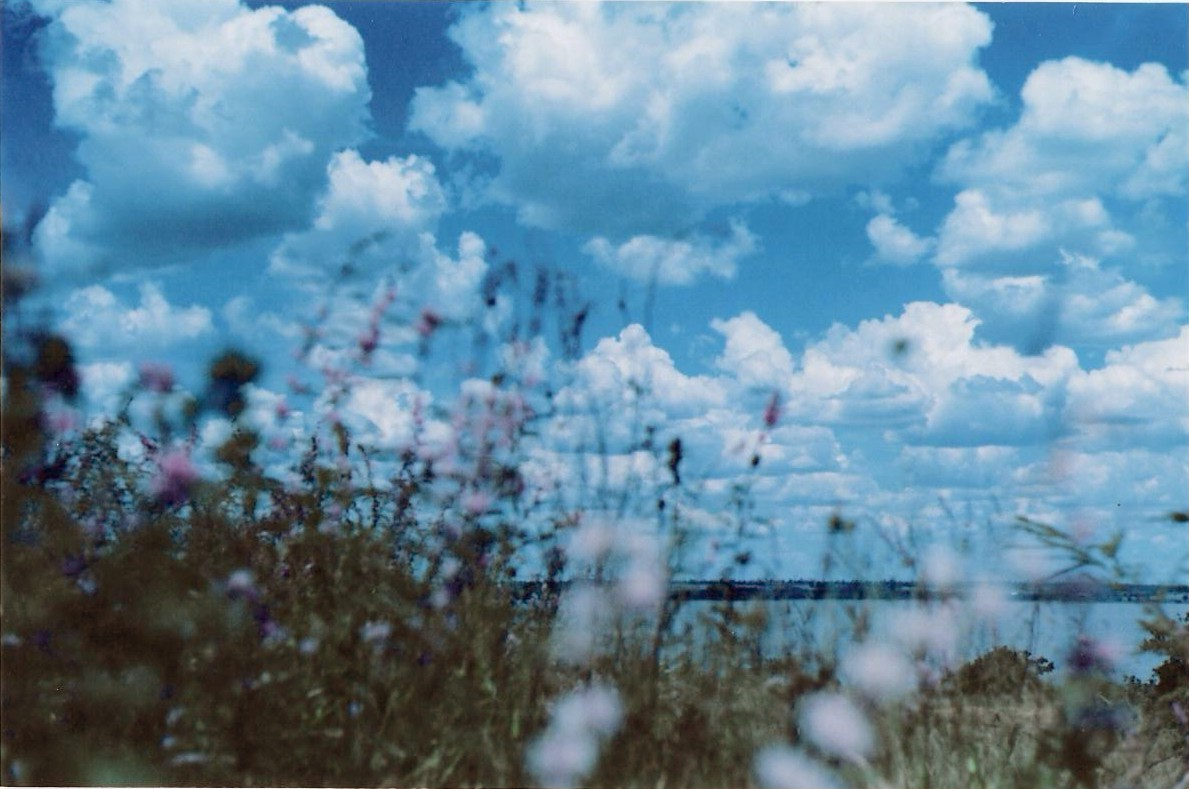
Vegetação rasteira da Cascalheira
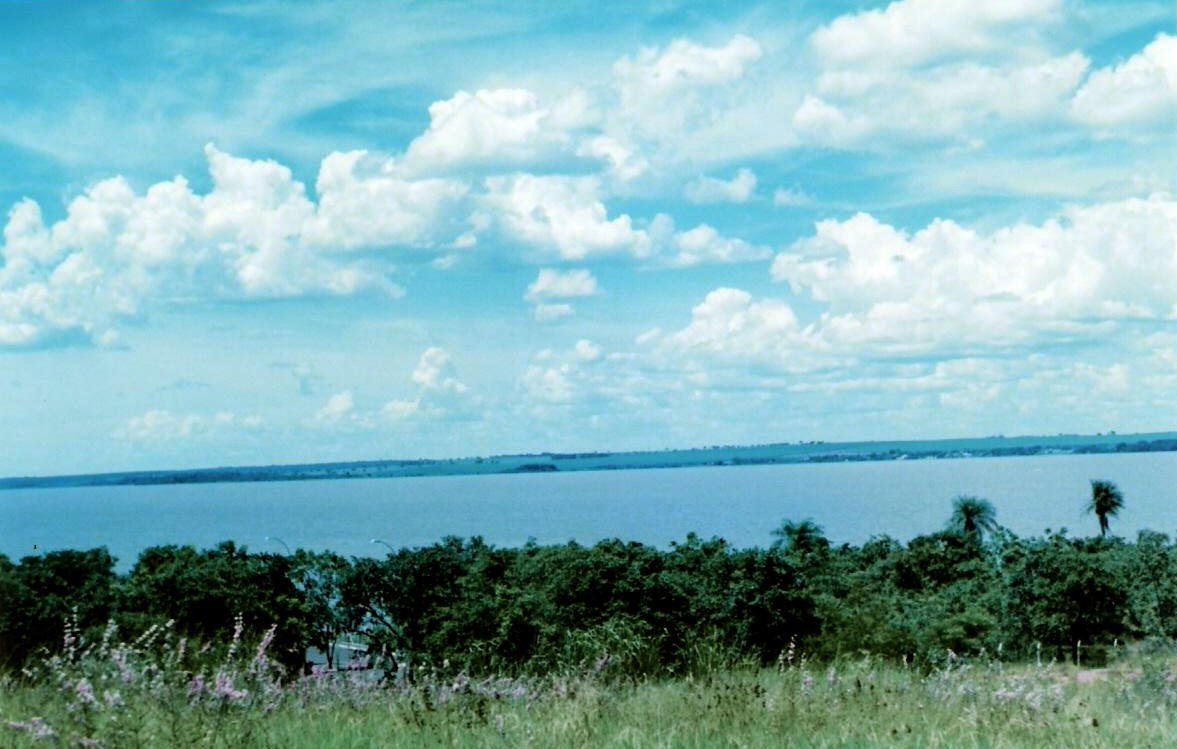
O rio Paraná visto da Cascalheira
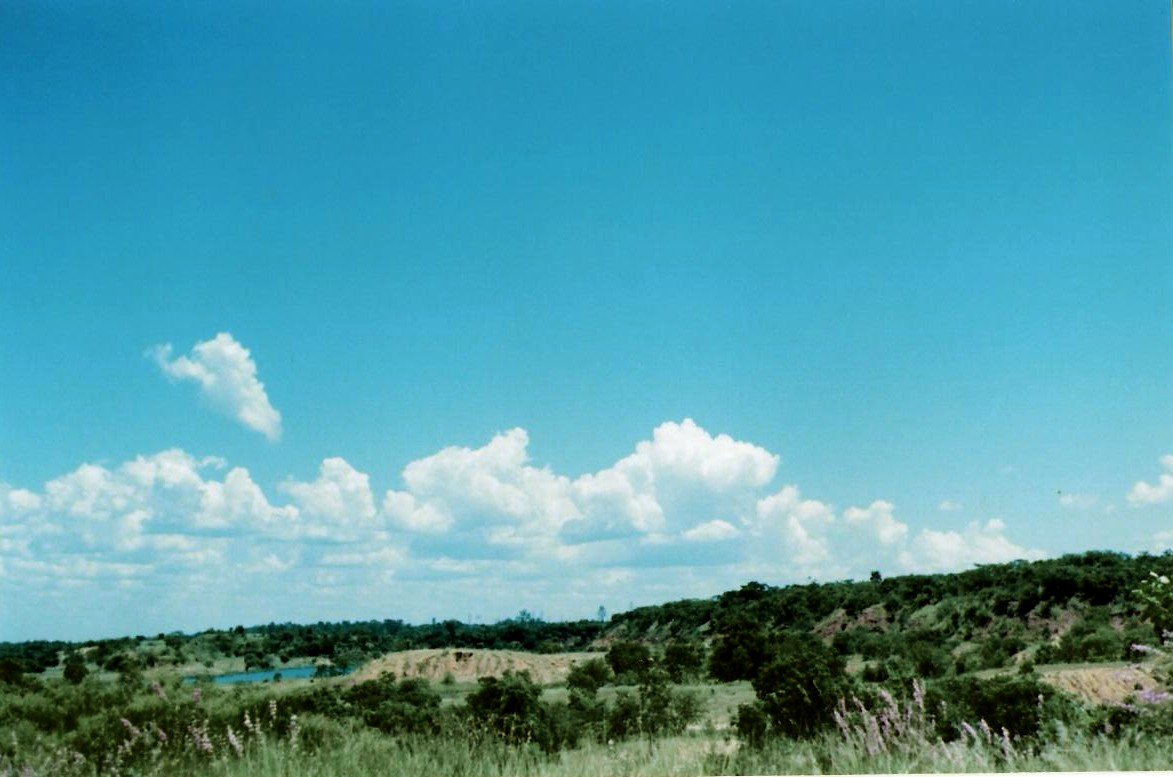
Visão da Cascalheira